# Gmina Rače-Fram
Rače-Fram – gmina w Słowenii. W 2010 roku liczyła 6000 mieszkańców.

## Miejscowości
Miejscowości wchodzące w skład gminy Rače-Fram:

- Brezula
- Fram – siedziba gminy
- Ješenca
- Kopivnik
- Loka pri Framu
- Morje
- Planica
- Podova
- Požeg
- Rače – siedziba gminy
- Ranče
- Spodnja Gorica
- Šestdobe
- Zgornja Gorica